# الربادى رح

تعديل مصدري - تعديل

الربادى هي إحدى حارات مدينة رحاب بمحافظة إب، بلغ تعداد سكانها 126 نسمة حسب تعداد اليمن لعام 2004.